# Lourdes Becerra
Pour les articles homonymes, voir Becerra.
Maria Lourdes Becerra Portero, née le 4 juin 1973 à Sabadell, est une nageuse espagnole. 

## Palmarès

### Championnats du monde en petit bassin
- Championnats du monde en petit bassin 1999 à Hong Kong
  -  Médaille de bronze du 400 mètres quatre nages

### Championnats d'Europe en petit bassin
- Championnats d'Europe en petit bassin 1998 à Sheffield
  -  Médaille d'argent du 200 mètres brasse

### Jeux méditerranéens
- Jeux méditerranéens de 1997 à Bari
  -  Médaille d'argent du 400 mètres quatre nages
  -  Médaille de bronze du 200 mètres brasse
- Jeux méditerranéens de 1991 à Athènes
  -  Médaille de bronze du 100 mètres brasse
  -  Médaille de bronze du 200 mètres brasse